# 주희중
주희중(1982년 1월 8일 ~ )은 대한민국의 배우이다. 《기적의 오디션》에 참가해 준우승을 차지했다.

## 학력
- 수원대학교 성악학과

## 출연 작품

### 영화
- 《연평해전》 (2015년) - 서후원 역
- 《강남 1970》 (2015년) - 춘호 족쟁이들 역
- 《일대일》 (2014년) - 정이세 역
- 《붉은 가족》 (2013년) - 그림자 2 역
- 《짐승》 (2011년) - 제비 역

### 드라마
- 《마의》 (MBC, 2013년) - 오규태의 아들 역[3]
- 《KBS 드라마 스페셜 - 환향 쥐불놀이》 (KBS2, 2012년) - 이생원 역
- 《샐러리맨 초한지》 (SBS, 2012년) - 장칠복 역[4]
- 《원스 어폰 어 타임 인 생초리》 (tvN, 2010년)[5]
- 《지붕뚫고 하이킥!》 (MBC, 2010년)
- 《강력1반》 (OBS, 2010년)
- 《미스터리 형사》 (메가TV, 2008년)
- 《사랑해》 (SBS, 2008년)
- 《소울메이트》 (MBC, 2006년)
- 《레인보우 로망스》 (MBC, 2005년)

### 방송
- 《기적의 오디션》 (SBS, 2011년)[6]

## 같이 보기
- 손덕기
- 이범수